# Dubai Creek Tower
Dubai Creek Tower est une tour d'observation dont la construction a débuté à Dubaï. Sa hauteur finale est tenue secrète, mais devrait dépasser le kilomètre. Le nom officiel de la tour ne sera révélé qu'à son inauguration. Son achèvement, originellement prévu pour l'exposition universelle de 2020, sera retardé, car le projet est actuellement en attente. Pour le moment, seules les fondations (pieux et radier) sont achevées.
Il ne s'agit pas à proprement parler d'un gratte-ciel, car, au regard des plans, l'espace utilisable est trop faible.

## Conception
Le projet fut dévoilé en février 2016 par le promoteur immobilier Emaar Properties. La nuit, la nouvelle plus haute tour de Dubaï disposera d'un «phare de lumière» à son sommet. Elle sera ancrée au sol grâce à 200 câbles d'acier de longueur variable. Ils formeront une canopée qui surplombera une immense place végétalisée en forme de cercle de 500 m de diamètre. La structure présentera un bourgeon ovale, se composant de différents niveaux d'observation qui offriront des vues à 360 degrés sur le quartier Dubai Creek Harbour et la ville. Quand la météo sera clémente, les visiteurs auront accès à deux balcons rotatifs, avec un sol en verre, qui seront déployés au-dessus du vide. Santiago Calatrava Valls a pensé la partie supérieure de l'édifice en bouton floral qui semblera flotter au-dessus du mât, qu'il est aussi possible d'assimiler à un minaret.
Le président de la firme Emaar Properties, Mohamed Alabbar (en), a décrit le nouveau projet comme un «monument d'élégance» qui va ajouter de la valeur aux résidences construites le long de Dubai Creek.
Le 15 janvier 2017, un modèle révisé de la conception originale a été affiché dans les centres de vente de la société. La flèche semble moins élancée mais le nombre d'étages a été augmenté.

## Nouveau quartier

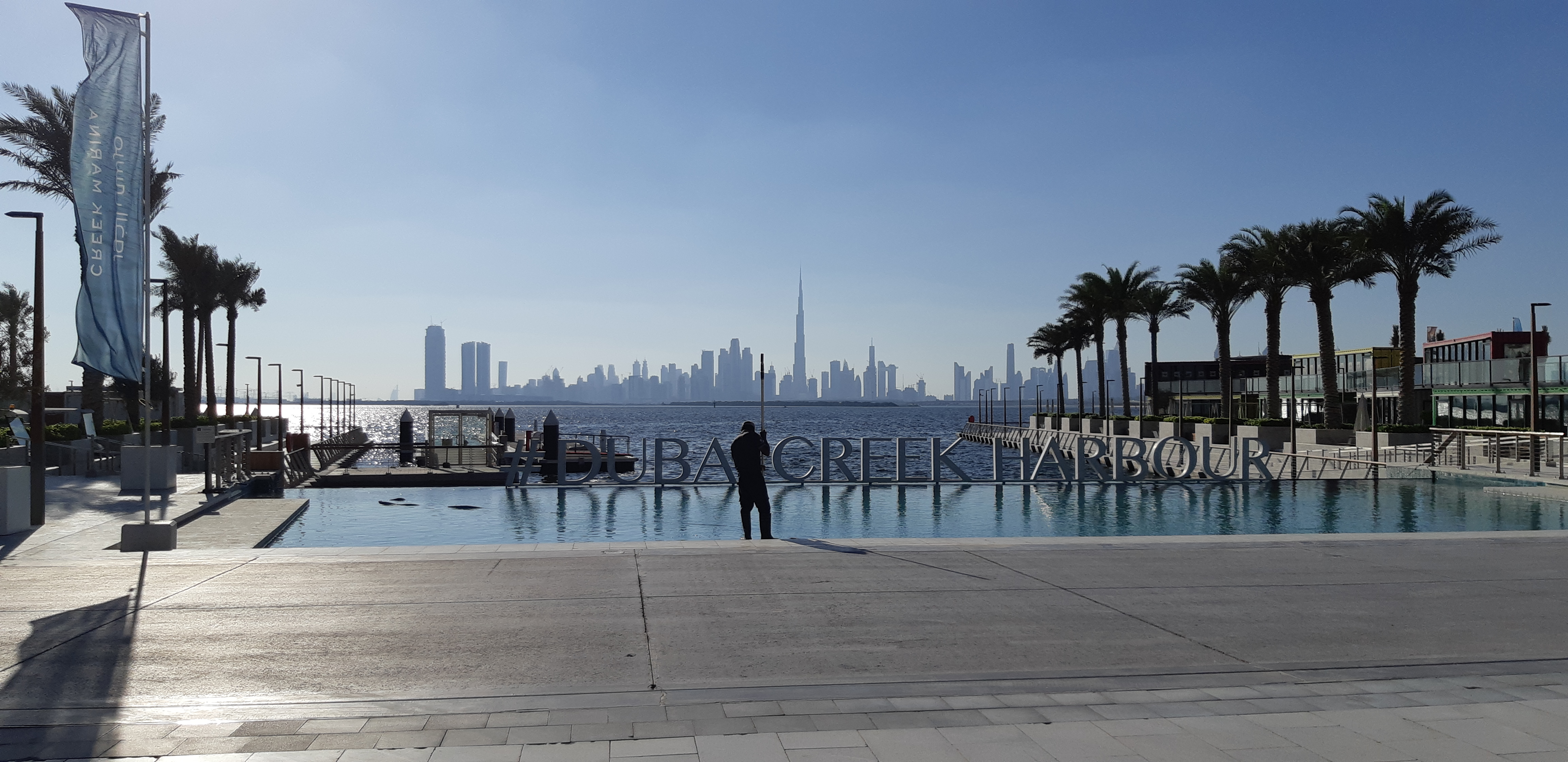
Esplanade du quartier du Dubaï creek harbour face au Burj Khalifa

La tour se situera au cœur d'un nouveau quartier d'une superficie de 4,38 km2 : Dubai Creek Harbour. Actuellement[Quand ?], près de 15 000 ouvriers y travaillent. D'autres bâtiments notables sont en cours de développement tels qu'une mosquée ou bien le Dubai Square, un gigantesque centre commercial au toit vitré.

## Historique
- Début février 2016 : le projet est annoncé.
- 12 octobre 2016 : cérémonie d'inauguration du chantier.
- 25 mai 2017 : Les fondations sont terminées.